# Outpost 2: Geteilte Bestimmung
Outpost 2: Geteilte Bestimmung (Originaltitel: Outpost 2: Divided Destiny) ist Echtzeitstrategiespiel, das von Dynamix entwickelt und von Sierra On-Line am 31. Juli 1997 für Microsoft Windows veröffentlicht wurde. Es ist der Nachfolger zu Outpost von 1994. Bei GOG.com wurde es digital wiederveröffentlicht.

## Handlung
Die Hintergrundgeschichte knüpft an den Vorgänger an. Die Erde ist nach einem Meteoriteneinschlag unbewohnbar. In der neuen Kolonie auf unwirtlichen Planeten bildet sich eine Opposition, die weniger technikorientiert ist. Die Fraktionen entfremden sich zunehmend, es kommt zu Spannungen und letztendlich zu einem bewaffneten Konflikt.

## Spielprinzip
Der Außenposten wird schräg von oben dargestellt. Es können 30 verschiedene Gebäudearten errichtet werden, die wie im Vorgänger mit Röhren miteinander verbunden sind. Das Spiel ist jedoch nicht mehr rundenbasiert, sondern findet in Echtzeit statt. Es müssen Erze in Bergwerken abgebaut und in Schmelzofen transportiert werden, um Metall zu gewinnen. Unter Kuppeln können Nahrungsmittel angebaut werden. Energie wird aus Tokamak-Kernfusionsreaktoren gewonnen. Forschungslabors schalten weitere Gebäudetypen frei, in Universitäten werden Wissenschaftler ausgebildet. Werkstätte ermöglichen die Reparatur defekter Fahrzeuge. Nachwuchs wird auf Säuglingsstationen herangezogen, wenn ausreichend Nahrung zur Verfügung steht. Über das Sierra Internet Gaming System (SIGS) war ein Mehrspielermodus möglich.

## Rezeption
Outpost 2 sei spielbarer als der Vorgänger aber ähnlich frustrierend. Der Spieler sei konstant unter Zeitdruck und werde für ineffektive Herangehensweisen sofort bestraft. Das Spielprinzip sei monoton. Es fehle die Tiefe. Die Einarbeitung sei langwierig. Von der Handhabung sei es unnötig kompliziert.